# Operación Triunfo 2017
Operación Triunfo 2017, també conegut per les sigles OT 2017, és l'edició de l'any 2017 d'Operación Triunfo, un concurs de cantants de televisió espanyol que té l'objectiu de trobar nous talents musicals. L'any 2017 es va fer la novena edició del programa a Espanya, la qual va tornar a emetre's a La 1 després de setze anys des de la seva primera emissió.

El programa es va estrenar líder d'audiència, acollint un 19% de quota de pantalla en prime time. Durant la resta de les seves emissions, el programa va continuar registrant bones dades d'audiència, augmentant en major mesura a partir de la quarta gala. El seu rècord de temporada es va produir a la Gala Final, anotant un 30,8% de quota amb 4 milions d'espectadors de mitjana. A més, es va convertir en l'espai més comentat de l'any a Twitter, amb més de 10,2 milions de tuits. 

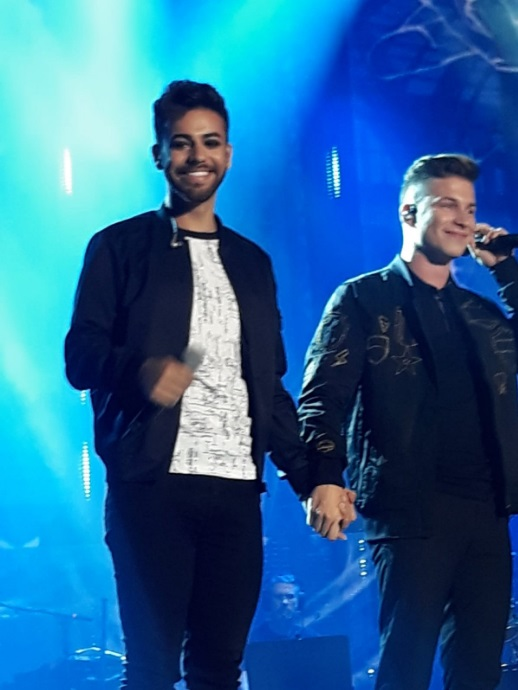
Agoney Hernández després de cantar "Manos Vacías" amb Raoul Vázquez al Biskaia Arena

Aquesta edició va emetre's del 23 d'octubre al 5 de febrer de 2018, i va ser presentada per Roberto Leal. Va ser la primera temporada emesa per RTVE, que va emetre les tres primeres temporades en tretze anys. Les temporades 4–8 d'Operación Triunfo es van publicar a Telecinco, que va suspendre l'edició del 2011 a causa de la disminució de les valoracions. RTVE va aprovar revifar la sèrie amb un pressupost de 10,2 milions d'euros. A més de les gales en directe de La 1, les recapitulacions diàries es van transmetre en directe a les 23:55 a Clan TV i a YouTube a les 18:00. "El xat", que és l'espai setmanal que recull les primeres impressions dels concursants després de la gala, organitzat per la directora de l'acadèmia, s'emetia també a La 1. Les activitats dels concursants a l'acadèmia es transmetien en directe a través de YouTube i de la plataforma de pagament Sky España.
Amaia Romero va ser anunciada la guanyadora de l'edició el 5 de febrer de 2018, i Aitana Ocaña va quedar segona. El 4 de desembre de 2017, durant la Gala 6, es va anunciar que l'edició serviria de plataforma per seleccionar el concursant que aniria a representar Espanya al Festival d'Eurovisió 2018. El 20 de desembre de 2017, TVE va anunciar que els cinc finalistes de l'edició també serien els cinc candidats a representar Espanya a Eurovisió. El programa en directe en què es va seleccionar el concursant i la cançó espanyola per a Eurovisió va tenir lloc el 29 de gener del 2018. Alfred García i Amaia Romero van ser seleccionats amb la cançó "Tu canción". Alguns dels concursants d'aquesta edició, com Amaia, Alfred, Aitana, Miriam, Ana Guerra, Cepeda, Agoney, Mimi (Lola índigo), Roi Méndez, Raoul Vázquez o Mireya Bravo van passar a treure projectes en solitari. La novena edició d'OT es va convertir en un èxit mediàtic a Espanya, que es va comparar amb l'èxit de la primera edició del programa, setze anys abans.

## Desenvolupament
Després de diversos rumors i després de l'èxit acollit per OT: El Reencuentro, el 26 d'abril de 2017, i després de 13 anys de la seva última emissió en La 1 de TVE, la seva directora de continguts va confirmar que el programa tornaria amb una novena edició que comptaria amb catorze gales, una per setmana, incloent els càstings i un resum de 30 minuts de les activitats a l'acadèmia.
Com a novetat principal, en aquesta edició es va poder votar gratuïtament, la qual cosa no s'havia pogut fer en cap altra edició d'OT. Aquest tipus de votació es realitzava una vegada al dia per escollir tant al concursant preferit de la setmana com al que es volia salvar, a través de l'aplicació oficial del programa. A més, també a diferència de les edicions anteriors, en aquesta es van gravar els concursants dins l'acadèmia en directe a un canal de 24h a YouTube i a Sky España, i no a la televisió.

### Instal·lacions
Els estudis del Parc Audiovisual de Catalunya, situats a Terrassa, acullen tant el plató com l'acadèmia. Les instal·lacions ocupen 1.200 metres quadrats, un edifici de tres plantes i un plató de grans dimensions. Les dues primeres plantes són per als departaments de producció i tècnica del programa, on l'any 2017 van treballar 150 persones. L'acadèmia, que està a la tercera planta, està dividida en 12 habitacions (sales d'assaig, "boxes", menjador, sales d'estudi, dormitori, lavabo, etc.). També hi ha instal·lades 50 càmeres per gravar als concursants. El plató del talent musical és de 1.300 metres quadrats, té 10 càmeres i un aforament màxim de 574 persones.

## L'equip

### Presentador
El 30 d'agost de 2017 es va anunciar que Roberto Leal seria l'encarregat de presentar l'edició d'Operación Triunfo 2017.

### Professors

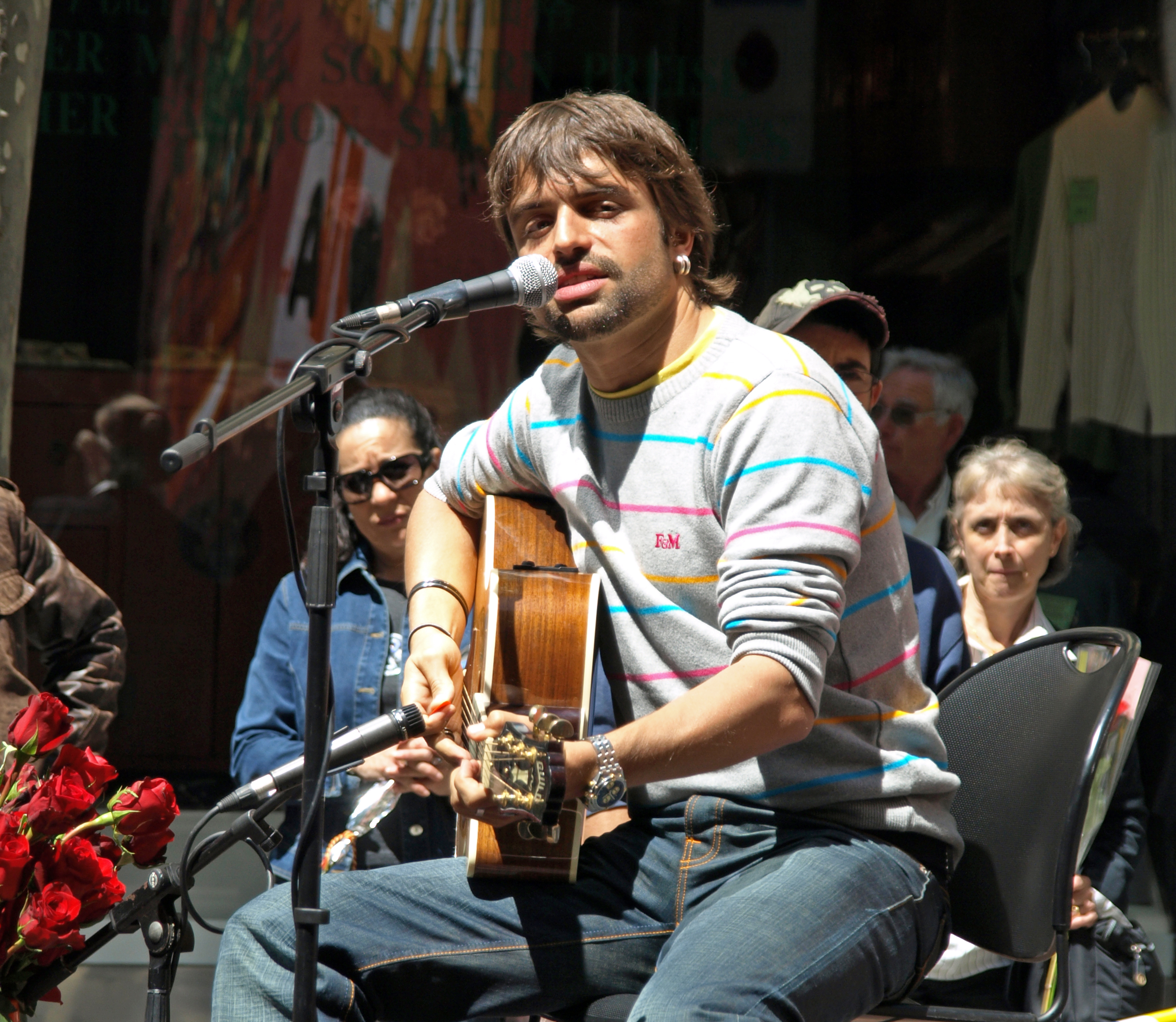
Manu Guix, director musical del programa.

El claustre de l'acadèmia estava format per:
- Noemí Galera, directora de l'acadèmia i presentadora de "El xat".
- Manu Guix, director musical.
- Vicky Gómez, coreògrafa.
- Mamen Márquez, directora vocal i professora de Tècnica vocal.
- Joan Carles Capdevila, coach vocal i responsable del repertori musical.
- Laura Andrés, coach vocal.
- Ana Amengual, professora de dietètica.
- Andrea Vilallonga, professora d'Imatge i protocol.
- Chris Nash, professor d'anglès.
- Cristina Burgos, professora de hip-hop.
- Guilli Milkyway, professor de cultura musical.
- Javier Calvo i Javier Ambrossi, professors d'Interpretació.
- Magali Dalix, professora de fitnes.
- Pol Chamorro, professor de ball de saló.
- Sheila Ortega, professora de danses urbanes.
- Xuan Lan, professora de ioga.

### Jurat
El 28 d'agost del 2017 es va anunciar que en aquesta edició hi hauria tres jurats fixos i un quart membre del jurat convidat per gala.
- Mónica Naranjo, cantant, compositora i productora.
- Manuel Martos, executiu i productor musical.
- Joe Pérez-Orive, director de màrqueting.[10]

## Concursants
| N.º                              | Concursants         | Edat | Resident                   |
| 1                                | Amaia Romero        | 20   | Pamplona                   |
| 2                                | Aitana Ocaña        | 19   | Sant Climent de Llobregat  |
| 3                                | Miriam Rodríguez    | 22   | Pontedeume                 |
| 4                                | Alfred García       | 20   | El Prat de Llobregat       |
| 5                                | Ana Guerra          | 23   | San Cristóbal de la Laguna |
| 6                                | Agoney Hernàndez    | 22   | Adeje                      |
| 7                                | Roi Méndez          | 24   | Santiago de Compostela     |
| 8                                | Nerea Rodríguez     | 19   | Gavà                       |
| 9                                | Luis Cepeda         | 29   | Ourense                    |
| 10                               | Raoul Vázquez       | 20   | Montgat                    |
| 11                               | Mireya Bravo        | 21   | Alhaurín de la Torre       |
| 12                               | Ricky Merino        | 32   | Palma                      |
| 13                               | Marina Rodríguez    | 20   | Montequinto                |
| 14                               | Thalía Garrido      | 19   | Malpartida de Plasencia    |
| 15                               | Juan Antonio Cortés | 23   | Bilbao                     |
| 16                               | Mimi Doblas         | 25   | Huétor Tájar               |
| Aspirants eliminats en la Gala 0 |                     |      |                            |
| 17                               | João Henrique       | 21   | Madrid                     |
| 18                               | Mario Ortiz         | 21   | Madrid                     |

| Estudis i situació musical dels aspirants abans de l'edició d'OT 2017 | Estudis i situació musical dels aspirants abans de l'edició d'OT 2017 |
| --------------------------------------------------------------------- | --- |
| Agoney                                                                | Toca la trompeta des dels sis anys i ha participat en diversos videoclips. Va estudiar batxillerat d'Arts Escèniques i abans del programa era cantant d'un hotel de Tenerife. Els seus artistes preferits són Queen, Whitney Houston, Rachelle Ferrell i Muse. |
| Aitana                                                                | Es va presentar al càsting d'OT 2017 al finalitzar el batxillerat artístic i si no hagués entrat a l'acadèmia, hauria volgut estudiar la carrera de disseny. Toca el piano. Es va adonar que podia cantar quan va interpretar "We are the world" amb 12 anys a l'escola. Els seus artistes preferits són James Blunt, Meghan Trainor, Mecano i One Republic, entre d'altres.      |
| Alfred                                                                | Cursava un grau superior de música abans d'entrar a l'acadèmia i el tercer curs del grau de Comunicació Audiovisual. És músic i cinematògraf. Ve d'una família de músics. Ha autoeditat tres discs i abans d'entrar a l'acadèmia tenia previst estrenar un llargmetratge el 2018, del que també va compondre la banda sonora. Un dels seus cantants preferits és Michael Jackson. |
| Amaia                                                                 | Justament al mateix any en què va entrar a l'acadèmia, va acabar batxillerat i estava cursant l'últim curs del Grau Professional de piano. Estudia piano des de petita, però li agrada cantar. També toca la guitarra, l'ukelele i una mica la bateria. Entre els seus artistes preferits estan Marisol i The Beatles.                                                            |
| Ana Guerra                                                            | Ha cursat estudis de conservatori durant 8 anys de flauta travessera. Ha treballat com a assessora de perfumeria, cambrera i actriu de musicals. Els seus artistes preferits són Luis Miguel, Juan Luis Guerra i Michael Bublé, entre d'altres. |
| João                                                                  | És animador turístic i cantant. Va jugar en la selecció gallega de hoquei sobre gespa en la categoria sub-18. Els seus artistes preferits són Sam Smith, Bruno Mars, Anitta i Beyoncé. |
| Juan Antonio                                                          | Abans de ser seleccionat per la novena edició del programa, la seva intenció era estudiar Integració Social, ja que li agrada ajudar a la gent. El 2017 alternava els treballs temporals amb ajudar els seus pares en el negoci familiar. Els seus artistes preferits són Vanesa Martín, Niña Pastori i Beyoncé.                                                                  |
| Cepeda                                                                | És Dissenyador Industrial i el 2017 treballava en una ONG com a captador. Toca la guitarra d'oïda; va aprendre'n observant com tocava el seu pare i amb videotutorials. L'estil musical que més li agrada és el punk-rock americà. Els seus artistes preferits són Antonio Orozco, India Martínez, Pablo Alborán, entre d'altres.                                                 |
| Marina                                                                | Ha cursat primer del Grau Superior de Música amb especialització en viola, instrument que toca des de petita. També toca el piano i l'ukeleke. Ha sigut professora particular de viola i música. Entre els seus artistes preferits estan Andrés Suárez, Adele, Miley Cyrus i Christina Aguilera.                                                                                  |
| Mario                                                                 | El 2017 estudiava Periodisme i li agradaria ser presentador de televisió. És professor de ball i zumba a una escola. A vegades col·laborava com a cantant en el grup de rock del seu pare. La pel·lícula que més li agrada és Dreamgirls, per Beyoncé. Els seus artistes preferits són James Arthur, Beyoncé i Jennifer Hudson, entre d'altres.                                   |
| Mireya                                                                | És model i ha guanyat diversos certàmens de bellesa. El 2017 estava finalitzant estudis en perruqueria i un Màster en Maquillatge, però es volia dedicar a la música. Llavors treballava a temps parcial en el bar dels seus pares. Els seus artistes preferits són Malú, Pastora Soler i Niña Pastori.                                                                           |
| Mimi (Lola Índigo)                                                    | Al 2017 era ballarina i coreògrafa. Com a ballarina, ha treballat a la Xina i a Los Angeles amb artistes coneguts com Chris Brown, Miguel Bosé o The Baseballs. Alguns dels companys que van treballar amb ella van ser els que la van animar a cantar. Entre els seus artistes preferits estan Lady Gaga, Beyoncé, Black Eyed Peas i Amy Winehouse.                              |
| Miriam                                                                | Va fer el batxillerat d'Arts Escèniques i va començar els estudis d'Art Dramàtic i Interpretació. És cantant i actriu. Compon i toca la guitarra. Abans del 2017, com a cantant, havia fet diversos concerts, principalment a Galícia. Entre els seus artistes preferits estan Vanesa Martín, Malú, Tina Turner o Pink.                                                           |
| Nerea                                                                 | El 2017 va acabar batxillerat i es va presentar a l'examen d'ingrés a la universitat (les PAU). La seva intenció, abans de ser seleccionada, era començar els estudis de teatre musical. En aquell moment tocava el piano i li agradava compondre. Li agraden Whitney Houston, Britney Spears i Beyoncé.                                                                          |
| Raoul                                                                 | Un dels millors records de la seva adolescència va ser la primera vegada que va trepitjar un karaoke amb setze anys. Ha realitzat cursos de cant i d'interpretació. Ha treballat de botons. Els seus artistes preferits són Beyoncé, Sam Smith i Amy Winehouse. |
| Ricky                                                                 | És llicenciat en Comunicació Audiovisual i té un Màster en Creativitat i Guions. També ha rebut formació en cant, interpretació i ball. El 2017 feia teatre musical i treballava com a cantant en una empresa d'espectacles. Li agraden Travis Garland, Leroy Sánchez i Robbie Williams.                                                                                          |
| Roi                                                                   | Ha cursat el Grau Superior en So, estudis que va fer per poder gravar i editar les seves composicions. El 2017 treballava com a guitarrista en una orquestra de Galícia. Li agraden The Police, Michael Jackson i The Beatles, entre altres artistes. |
| Thalía                                                                | Ha cursat 6è de Cant al Conservatori i 3r a l'Escola Internacional d'Artistes Jesús Yanes. Compon i toca el piano des dels set anys. A la seva adolescència la va influir molt la pel·lícula High School Musical i la sèrie de TV "Glee". Els seus cantants preferits són Malú, Dani Martín, Little Mix, Lea Michelle i Il Volo.                                                  |

## Taula d'estadístiques setmanal
| Concursants  | Gala 0   | Gala 1   | Gala 2    | Gala 3   | Gala 4    | Gala 5    | Gala 6   | Gala 7    | Gala 8   | Gala 9   | Gala 10   | Gala 11   | Gala 12   | Gala Final | Gala Final |
| ------------ | -------- | -------- | --------- | -------- | --------- | --------- | -------- | --------- | -------- | -------- | --------- | --------- | --------- | ---------- | ---------- |
| Amaia        | Entra    | Salvada  | Favorita  | Favorita | Salvada   | Salvada   | Favorita | Salvada   | Salvada  | Salvada  | Salvada   | Finalista | Finalista | Pòdium     | Guanyadora |
| Aitana       | Entra    | Favorita | Nominadaº | Salvada  | Salvada   | Salvada   | Salvada  | Salvada   | Salvada  | Favorita | Nominada  | Finalista | Finalista | Pòdium     | Segona     |
| Miriam       | Entra    | Salvada  | Salvada   | Salvada  | Nominada  | Nominada  | Nominada | Salvada   | Salvada  | Nominada | Salvada   | Finalista | Finalista | Pòdium     | Tercera    |
| Alfred       | Entra    | Salvat   | Salvat    | Salvat   | Favorit   | Favorit   | Salvat   | Nominat   | Nominat  | Nominatº | Nominat   | Finalista | Finalista | Quart      |            |
| Ana Guerra   | Entra    | Nominada | Nominada  | Salvada  | Salvada   | Salvada   | Salvada  | Nominada  | Favorita | Salvada  | Nominada  | Nominada  | Finalista | Cinquena   |            |
| Agoney       | Entra    | Salvat   | Salvat    | Salvat   | Salvat    | Nominat   | Salvat   | Salvat    | Nominat  | Nominat  | Salvat    | Nominat   | Expulsat  |            |            |
| Roi          | Entra    | Nominatº | Nominat   | Salvat   | Salvat    | Salvat    | Nominat  | Favorit   | Nominatº | Salvat   | Nominat   | Expulsat  |           |            |            |
| Nerea        | Entra    | Salvada  | Salvada   | Nominada | Salvada   | Salvada   | Salvada  | Salvada   | Salvada  | Nominada | Expulsada |           |           |            |            |
| Cepeda       | Entra    | Salvat   | Salvat    | Nominat  | Salvat    | Nominatº  | Nominat  | Nominat   | Nominat  | Expulsat |           |           |           |            |            |
| Raoul        | Entra    | Salvat   | Salvat    | Salvat   | Salvat    | Salvat    | Salvat   | Nominat   | Expulsat |          |           |           |           |            |            |
| Mireya       | Entra    | Salvada  | Salvada   | Salvada  | Nominada  | Salvada   | Nominada | Expulsada |          |          |           |           |           |            |            |
| Ricky        | Entra    | Nominat  | Salvat    | Salvat   | Nominat   | Nominat   | Expulsat |           |          |          |           |           |           |            |            |
| Marina       | Entra    | Salvada  | Salvada   | Nominada | Nominada  | Expulsada |          |           |          |          |           |           |           |            |            |
| Thalía       | Entra    | Salvada  | Salvada   | Nominada | Expulsada |           |          |           |          |          |           |           |           |            |            |
| Juan Antonio | Entra    | Salvat   | Nominat   | Expulsat |           |           |          |           |          |          |           |           |           |            |            |
| Mimi         | Entra    | Nominada | Expulsada |          |           |           |          |           |          |          |           |           |           |            |            |
| João         | Eliminat |          |           |          |           |           |          |           |          |          |           |           |           |            |            |
| Mario        | Eliminat |          |           |          |           |           |          |           |          |          |           |           |           |            |            |

     Aspirant que entra en l'Acadèmia per decisió del jurat.
     Aspriant que entra en l'Acadèmia per decisió dels professors.
     Aspriant que entra en l'Acadèmia via televot.
     Aspirant eliminat de la Gala 0 via televot.
     Concursant que no estava en l'Acadèmia
     Eliminat de la setmana via televot.
     Nominat.
     Proposat pel jurat per abandonar l'acadèmia, però salvat pel professorat.
     Proposat pel jurat per abandonar l'acadèmia, però salvat pels companys.
     Favorit de la setmana via aplicació mòbil.
     Candidat a favorit de la setmana via aplicació mòbil.
     Finalista elegit que avança a la següent fase del concurs.
     Finalista fora del pòdium.
     3r/a Finalista.
     2n/a Finalista.
     Guanyador/a.
º: Candidat/a a favorit i nominat en la mateixa setmana.

## Fenomen social

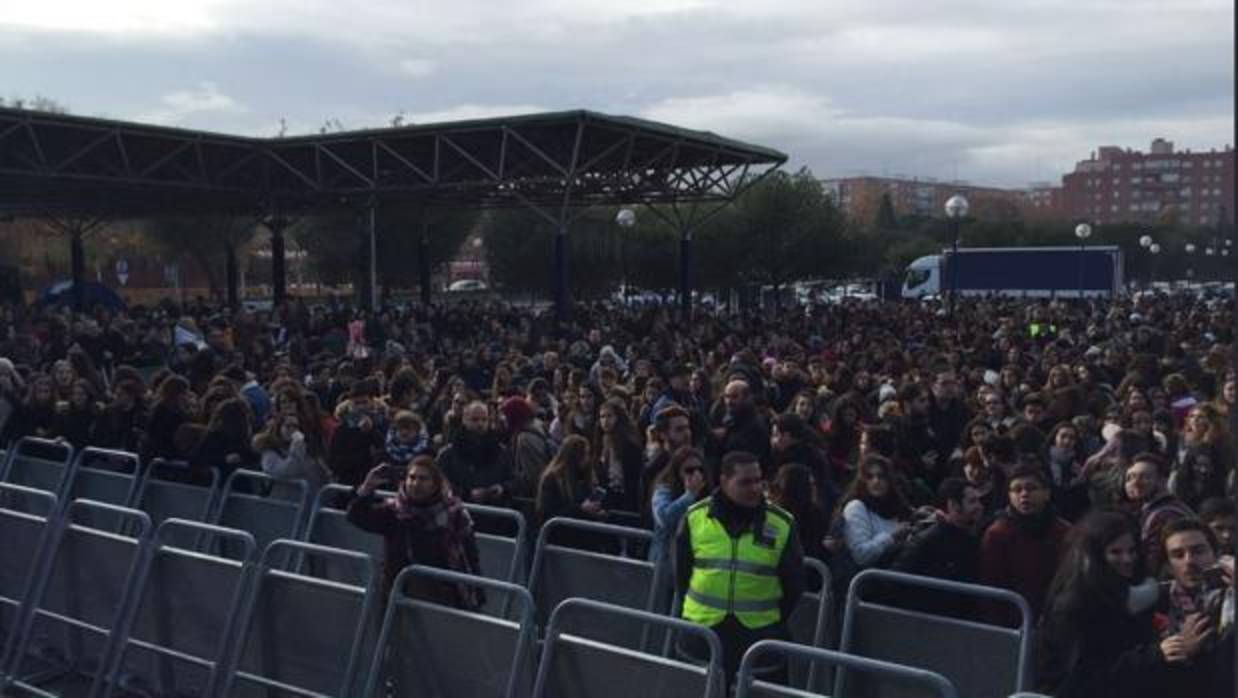
Multitud aglomerada per la firma de discos dels concursants dOT.

En contra de tot pronòstic, que preveien un fracàs en aquesta edició del format televisiu, el programa va ser tot un èxit, gràcies a l'aire modern que va donar el programa, la transparència i el carisma dels concursants, inclòs per la propaganda de llibertat sexual que es feia des del programa, un programa que s'emet a la Televisió Pública, controlada al 2017 pel Partit Popular. Per això últim, el PP i TVE no estaven d'acord amb la propaganda que es feia des del programa i no creien que el format tingués més edicions per "allunyar-se de la línia editorial de la cadena televisiva".
El programa va organitzar una firma de discos per Madrid, Barcelona i València a la que van acudir més de 1.000 persones, l'àlbum es va esgotar en qüestió d'hores, i la gent va fer cues des del dia anterior per poder veure de prop als seus nous ídols. Aquest fenomen fan és comparable al que es va aconseguir, l'any 2001, amb la primera edició d'Operacion Triunfo i, per tant, amb la primera generació del format constituïda pels ja coneguts Bisbal, Chenoa o Rosa, entre d'altres.
Durant les emissions del programa s'emetien imatges de relacions homosexuals o trangèneres amb total normalitat. Una concursant es va retrobar amb la seva parella transgènere i es van fer un petó en prime time, fet que es va portar al Congrés dels Diputats per defensar la Llei sobre Transexualitat. A més a més, aquest tipus de format sempre que s'han fet duos musicals que parlen sobre l'amor es feien entre home-dona, però OT va decidir transgredir i fer una actuació entre home-home, que va acabar amb un petó. Tots aquests temes de llibertat sexual que es feien en horari de màxima audiència en la televisió pública d'Espanya controlada pel Partit Popular no van agradar a algun partidaris de la dreta.

## Càstings
Els càstings per presentar-se a l'edició d'OT 2017 van començar el 14 de juny de 2017 a Barcelona i van concloure el 18 de juliol de 2017 a Madrid. L'edat mínima per presentar-se va ser de 18 anys.
| Ubicació                 | Data                 | Lloc                                                      |
| ------------------------ | -------------------- | --------------------------------------------------------- |
| Barcelona                | 14 de juny de 2017   | Palau Sant Jordi                                          |
| Alacant                  | 21 de juny de 2017   | Auditori Alfredo Kraus                                    |
| Mallorca                 | 26 de juny de 2017   | Auditori de Palma                                         |
| València                 | 28 de juny de 2017   | Ciutat de les Arts i les Ciències                         |
| Santiago de Compostel·la | 3 de juliol de 2017  | Palau dels Congressos i Exposicions de Galícia            |
| Bilbao                   | 5 de juliol de 2017  | Bilbao Exhibition Centre                                  |
| Granada                  | 10 de juliol de 2017 | Palau de Congressos de Granada                            |
| Sevilla                  | 13 de juliol de 2017 | Fibes                                                     |
| Madrid                   | 18 de juliol de 2017 | ETS d'Ingenieria Agronòmica, Alimentària i de Biosistemes |

## Gales
Les gales van començar el 23 d'octubre de 2017. A la Gala 0 es van presentar els 18 candidats per entrar a l'acadèmia. A la gala cada concursant interpreta una versió d'una cançó famosa triada per ell mateix, i dos d'aquests són expulsats al final de la gala. Per a les següents gales, els concursants tenen assignada una altra cançó per interpretar en duet o en solo. L'audiència vota la seva actuació preferida, i el concursant més votat de la nit està exempt de les nominacions. El jurat comenta les actuacions i nomina quatre concursants. Alguns dels professors de l'acadèmia, reunits a aquesta, salven un dels concursants nominats, i els concursants no nominats en salven un altre. Els dos nominats que queden preparen una interpretació d'una cançó escollida per ells mateixos per a la gala següent, on un d'ells serà salvat per l'audiència via televot, SMS i / o a través de l'aplicació oficial del programa. Cada gala compta amb un artista convidat i un membre del jurat també convidat.

### Resum dels resultats

#### Llegenda de colors
| – | El concursant que va rebre més vots de l'audiència i que va estar lliure de nominacions. |
| – | El concursant va ser nominat però el van salvar els professors de l'acadèmia.            |
| – | El concursant va ser nominat però el van salvar els companys.                            |
| – | Els concursants van ser els nominats de la gala.                                         |
| – | El concursant va ser nominat però va ser salvat immediatament pels vots del públic.      |
| – | El concursant va ser nominat i va ser eliminat immediatament pels vots del públic.       |

|                                       | Gala 0                       | Gala 1                         | Gala 2                         | Gala 3                            | Gala 4                           | Gala 5                           | Gala 6                           | Gala 7                        | Gala 8                           | Gala 9                           | Gala 10                          | Gala 11                    | Gala 12                 | Final                            |
| ------------------------------------- | ---------------------------- | ------------------------------ | ------------------------------ | --------------------------------- | -------------------------------- | -------------------------------- | -------------------------------- | ----------------------------- | -------------------------------- | -------------------------------- | -------------------------------- | -------------------------- | ----------------------- | -------------------------------- |
| Amaia                                 | Salvada                      | Roi                            | Ana                            | Cepeda                            | Mireya                           | Miriam                           | Cepeda                           | Ana                           | Alfred                           | Alfred                           | Aitana                           | Nota: 10                   | Finalista               | Guanyadora (Final)               |
| Aitana                                | Salvada                      | Mimi                           | Juan Antonio                   | Cepeda                            | Ricky                            | Cepeda                           | Cepeda                           | Cepeda                        | Cepeda                           | Alfred                           | Salvada                          | Nota: 8.5                  | Finalista               | Subguanyadora (Final)            |
| Miriam                                | Salvada                      | Roi                            | Juan Antonio                   | Marina                            | Mireya                           | Salvada                          | Salvada                          | Raoul                         | Alfred                           | Agoney                           | Roi                              | Nota: 9                    | Finalista               | 3r Lloc (Final)                  |
| Alfred                                | Salvat                       | Roi                            | Ana                            | Marina                            | Ricky                            | Ricky                            | Miriam                           | Ana                           | Salvat                           | Salvat                           | Ana                              | Nota: 8.75                 | Finalista               | 4t Lloc (Final)                  |
| Ana                                   | Salvada                      | Mimi                           | Salvada                        | Cepeda                            | Ricky                            | Cepeda                           | Mireya                           | Salvada                       | Roi                              | Alfred                           | Nominada                         | Nota: 7.25                 | Finalista               | 5è Lloc (Final)                  |
| Agoney                                | Salvat                       | Ricky                          | Ana                            | Marina                            | Ricky                            | Miriam                           | Miriam                           | Raoul                         | Alfred                           | Nominat                          | Aitana                           | Nota: 8.25                 | Expulsat (Gala 12)      | Expulsat (Gala 12)               |
| Roi                                   | Salvat                       | Salvat                         | Nominat                        | Cepeda                            | Ricky                            | Cepeda                           | Cepeda                           | Ana                           | Nominat                          | Alfred                           | Nominat                          | Expulsat (Gala 11)         | Expulsat (Gala 11)      | Expulsat (Gala 11)               |
| Nerea                                 | Salvada                      | Ricky                          | Ana                            | Thalia                            | Ricky                            | Miriam                           | Miriam                           | Raoul                         | Alfred                           | Nominada                         | Expulsada (Gala 10)              | Expulsada (Gala 10)        | Expulsada (Gala 10)     | Expulsada (Gala 10)              |
| Cepeda                                | Salvat                       | Roi                            | Juan Antonio                   | Nominat                           | Ricky                            | Nominat                          | Nominat                          | Nominat                       | Nominat                          | Expulsat (Gala 9)                | Expulsat (Gala 9)                | Expulsat (Gala 9)          | Expulsat (Gala 9)       | Expulsat (Gala 9)                |
| Raoul                                 | Salvat                       | Roi                            | Juan Antonio                   | Marina                            | Mireya                           | Miriam                           | Miriam                           | Nominat                       | Expulsat (Gala 8)                | Expulsat (Gala 8)                | Expulsat (Gala 8)                | Expulsat (Gala 8)          | Expulsat (Gala 8)       | Expulsat (Gala 8)                |
| Mireya                                | Salvada                      | Mimi                           | Juan Antonio                   | Marina                            | Nominat                          | Miriam                           | Nominada                         | Expulsada (Gala 7)            | Expulsada (Gala 7)               | Expulsada (Gala 7)               | Expulsada (Gala 7)               | Expulsada (Gala 7)         | Expulsada (Gala 7)      | Expulsada (Gala 7)               |
| Ricky                                 | Salvat                       | Nominat                        | Ana                            | Marina                            | Salvada                          | Nominat                          | Expulsat (Gala 6)                | Expulsat (Gala 6)             | Expulsat (Gala 6)                | Expulsat (Gala 6)                | Expulsat (Gala 6)                | Expulsat (Gala 6)          | Expulsat (Gala 6)       | Expulsat (Gala 6)                |
| Marina                                | Salvada                      | Mimi                           | Ana                            | Salvada                           | Nominada                         | Expulsada (Gala 5)               | Expulsada (Gala 5)               | Expulsada (Gala 5)            | Expulsada (Gala 5)               | Expulsada (Gala 5)               | Expulsada (Gala 5)               | Expulsada (Gala 5)         | Expulsada (Gala 5)      | Expulsada (Gala 5)               |
| Thalía                                | Salvada                      | Roi                            | Ana                            | Nominada                          | Expulsada (Gala 4)               | Expulsada (Gala 4)               | Expulsada (Gala 4)               | Expulsada (Gala 4)            | Expulsada (Gala 4)               | Expulsada (Gala 4)               | Expulsada (Gala 4)               | Expulsada (Gala 4)         | Expulsada (Gala 4)      | Expulsada (Gala 4)               |
| Juan Antonio                          | Salvat                       | Roi                            | Nominada                       | Expulsat (Gala 3)                 | Expulsat (Gala 3)                | Expulsat (Gala 3)                | Expulsat (Gala 3)                | Expulsat (Gala 3)             | Expulsat (Gala 3)                | Expulsat (Gala 3)                | Expulsat (Gala 3)                | Expulsat (Gala 3)          | Expulsat (Gala 3)       | Expulsat (Gala 3)                |
| Mimi                                  | Salvada                      | Nominada                       | Expulsada (Gala 2)             | Expulsada (Gala 2)                | Expulsada (Gala 2)               | Expulsada (Gala 2)               | Expulsada (Gala 2)               | Expulsada (Gala 2)            | Expulsada (Gala 2)               | Expulsada (Gala 2)               | Expulsada (Gala 2)               | Expulsada (Gala 2)         | Expulsada (Gala 2)      | Expulsada (Gala 2)               |
| João                                  | Eliminat                     | No seleccionat (Gala 0)        | No seleccionat (Gala 0)        | No seleccionat (Gala 0)           | No seleccionat (Gala 0)          | No seleccionat (Gala 0)          | No seleccionat (Gala 0)          | No seleccionat (Gala 0)       | No seleccionat (Gala 0)          | No seleccionat (Gala 0)          | No seleccionat (Gala 0)          | No seleccionat (Gala 0)    | No seleccionat (Gala 0) | No seleccionat (Gala 0)          |
| Mario                                 | Eliminat                     | No seleccionat (Gala 0)        | No seleccionat (Gala 0)        | No seleccionat (Gala 0)           | No seleccionat (Gala 0)          | No seleccionat (Gala 0)          | No seleccionat (Gala 0)          | No seleccionat (Gala 0)       | No seleccionat (Gala 0)          | No seleccionat (Gala 0)          | No seleccionat (Gala 0)          | No seleccionat (Gala 0)    | No seleccionat (Gala 0) | No seleccionat (Gala 0)          |
|                                       |                              |                                |                                |                                   |                                  |                                  |                                  |                               |                                  |                                  |                                  |                            |                         |                                  |
| Nominats                              | Amaia Joao Mario Mimi Thalía | Ana Mimi Ricky Roi             | Aitana Ana Juan Antonio Roi    | Cepeda Marina Nerea Thalía        | Marina Mireya Miriam Ricky       | Agoney Cepeda Miriam Ricky       | Cepeda Mireya Miriam Roi         | Alfred Ana Cepeda Raoul       | Agoney Alfred Cepeda Roi         | Agoney Alfred Miriam Nerea       | Aitana Alfred Ana Roi            | Aitana Agoney Ana          | Guanyadora              | Amaia 46% per guanyar (sobre 3)  |
| Salvats pels professors de l'acadèmia | Thalía Amaia                 | Ana                            | Aitana                         | Nerea                             | Miriam                           | Agoney                           | Roi                              | Alfred                        | Agoney                           | Miriam                           | Alfred                           | Aitana                     | Guanyadora              | Amaia 46% per guanyar (sobre 3)  |
| Salvats pels companys                 | Ningú                        | Roi 7 de 13 vots per salvar-se | Ana 7 de 12 vots per salvar-se | Marina 6 de 11 vots per salvar-se | Ricky 7 de 10 vots per salvar-se | Miriam 5 de 9 vots per salvar-se | Miriam 4 de 8 vots per salvar-se | Ana 3 de 7 vots per salvar-se | Alfred 4 de 6 vots per salvar-se | Alfred 4 de 5 vots per salvar-se | Aitana 2 de 4 vots per salvar-se | Ningú                      | Finalistes              | Aitana 42% per guanyar (sobre 3) |
| Salvats pels vots del públic          | Mimi 45% per salvar-se       | Ricky 53% per salvar-se        | Roi 91% per salvar-se          | Cepeda 69% per salvar-se          | Mireya 63% per salvar-se         | Cepeda 53% per salvar-se         | Cepeda 53% per salvar-se         | Cepeda 54% per salvar-se      | Roi 73% per salvar-se            | Agoney 53% per salvar-se         | Ana 51% per salvar-se            | Ana 50.3% per salvar-se    | Finalistes              | Miriam 12% per guanyar (sobre 3) |
| Eliminats                             | Joao 39% per salvar-se       | Mimi 47% per salvar-se         | Juan Antonio 9% per salvar-se  | Thalía 31% per salvar-se          | Marina 37% per salvar-se         | Ricky 47% per salvar-se          | Mireya 47% per salvar-se         | Raoul 46% per salvar-se       | Cepeda 27% per salvar-se         | Nerea 47% per salvar-se          | Roi 49% per salvar-se            | Agoney 49.7% per salvar-se | Finalistes              | Alfred 8% per guanyar (sobre 5)  |
| Eliminats                             | Mario 16% per salvar-se      | Mimi 47% per salvar-se         | Juan Antonio 9% per salvar-se  | Thalía 31% per salvar-se          | Marina 37% per salvar-se         | Ricky 47% per salvar-se          | Mireya 47% per salvar-se         | Raoul 46% per salvar-se       | Cepeda 27% per salvar-se         | Nerea 47% per salvar-se          | Roi 49% per salvar-se            | Agoney 49.7% per salvar-se | Finalistes              | Ana 7% per guanyar (sobre 5)     |

### Gala 0 (23 d'octubre de 2017)
- Artistes convidades:
  - Mónica Naranjo ("Solo se vive una vez")
  - Rosa López ("Ahora sé quién soy")

| Concursant   | Ordre | Cançó                     | Resultat                              |
| ------------ | ----- | ------------------------- | ------------------------------------- |
| Aitana       | 1     | "Bang Bang"               | Salvada pel jurat                     |
| Mario        | 2     | "Sofia"                   | Expulsat                              |
| Miriam       | 3     | "No te pude retener"      | Salvada pel jurat                     |
| Agoney       | 4     | "Purple Rain"             | Salvat pel jurat                      |
| Alfred       | 5     | "Georgia on My Mind"      | Salvat pel jurat                      |
| Mimi         | 6     | "Don't Cha"               | Salvada pel vot del públic            |
| Juan Antonio | 7     | "Pasos de cero"           | Salvat pel jurat                      |
| Thalía       | 8     | "Break Free"              | Salvada pels professors de l'acadèmia |
| Cepeda       | 9     | "Tú me obligaste"         | Salvat pel jurat                      |
| Marina       | 10    | "Girl on Fire"            | Salvada pel jurat                     |
| Ricky        | 11    | "Adventure of a Lifetime" | Salvat pel jurat                      |
| Mireya       | 12    | "Hoy"                     | Salvada pel jurat                     |
| Raoul        | 13    | "Catch & Release"         | Salvat pel jurat                      |
| João         | 14    | "Stand by Me"             | Expulsat                              |
| Nerea        | 15    | "Qué hay más allá"        | Salvada pel jurat                     |
| Amaia        | 16    | "Starman"                 | Salvada pels professors de l'acadèmia |
| Ana Guerra   | 17    | "Cómo te atreves"         | Salvada pel jurat                     |
| Roi          | 18    | "Don't Worry"             | Salvat pel jurat                      |

### Gala 1 (30 d'octubre de 2017)
- Artista convidada: Becky G ("Mayores")
- Jutge convidat: David Bustamante

| Concursant   | Ordre | Cançó                           | Resultat                                                  |
| ------------ | ----- | ------------------------------- | --------------------------------------------------------- |
| Miriam       | 1     | "Runnin' (Lose It All)"         | Salvada pel jurat                                         |
| Agoney       | 1     | "Runnin' (Lose It All)"         | Salvat pel jurat                                          |
| Cepeda       | 2     | "No puedo vivir sin ti"         | Salvat pel jurat                                          |
| Aitana       | 2     | "No puedo vivir sin ti"         | Preferida de l'audiència                                  |
| Roi          | 3     | "Tu enemigo"                    | Nominat pel jurat; salvat pels companys                   |
| Ricky        | 3     | "Tu enemigo"                    | Nominat pel jurat; nominat                                |
| Raoul        | 4     | "Cake by the Ocean"             | Salvat pel jurat                                          |
| Thalía       | 4     | "Cake by the Ocean"             | Salvada pel jurat                                         |
| Nerea        | 5     | "Las cuatro y diez"             | Salvada pel jurat                                         |
| Amaia        | 5     | "Las cuatro y diez"             | Salvada pel jurat                                         |
| Ana Guerra   | 6     | "Don't You Worry 'bout a Thing" | Nominada pel jurat; salvada pels professors de l'acadèmia |
| Mimi         | 6     | "Don't You Worry 'bout a Thing" | Nominada pel jurat; nominada                              |
| Mireya       | 7     | "¡Corre!"                       | Salvada pel jurat                                         |
| Juan Antonio | 7     | "¡Corre!"                       | Salvat pel jurat                                          |
| Marina       | 8     | "Don't Dream It's Over"         | Salvada pel jurat                                         |
| Alfred       | 8     | "Don't Dream It's Over"         | Salvat pel jurat                                          |

### Gala 2 (6 de novembre de 2017)
- Actuació grupal: "Te quiero"
- Artista convidat: Morat ("Yo contigo, tú conmigo") (amb Cepeda)
- Jutge convidat: Wally López

| Concursant               | Ordre                    | Cançó                        | Resultat                                                  |
| Actuacions dels nominats | Actuacions dels nominats | Actuacions dels nominats     | Actuacions dels nominats                                  |
| ------------------------ | ------------------------ | ---------------------------- | --------------------------------------------------------- |
| Mimi                     | 1                        | "A-Yo"                       | Expulsada                                                 |
| Ricky                    | 2                        | "One Song Glory"             | Salvat pel vot del públic; salvat pel jurat               |
| Actuacions habituals     |                          |                              |                                                           |
| Ana Guerra               | 3                        | "Todas las flores"           | Nominada pel jurat; salvada pels companys                 |
| Amaia                    | 3                        | "Todas las flores"           | Preferida de l'audiència                                  |
| Miriam                   | 4                        | "Malibu"                     | Salvada pel jurat                                         |
| Roi                      | 4                        | "Malibu"                     | Nominat pel jurat; nominat                                |
| Mireya                   | 5                        | "Sentir"                     | Salvada pel jurat                                         |
| Marina                   | 5                        | "Sentir"                     | Salvada pel jurat                                         |
| Aitana                   | 6                        | "Can't Stop the Feeling!"    | Nominada pel jurat; salvada pels professors de l'acadèmia |
| Agoney                   | 6                        | "Can't Stop the Feeling!"    | Salvat pel jurat                                          |
| Nerea                    | 7                        | "Will You Love Me Tomorrow"  | Salvada pel jurat                                         |
| Thalía                   | 7                        | "Will You Love Me Tomorrow"  | Salvada pel jurat                                         |
| Cepeda                   | 8                        | "Reggaetón Lento (Bailemos)" | Salvat pel jurat                                          |
| Juan Antonio             | 8                        | "Reggaetón Lento (Bailemos)" | Nominat pel jurat; nominat                                |
| Alfred                   | 9                        | "Everytime You Go Away"      | Salvat pel jurat                                          |
| Raoul                    | 9                        | "Everytime You Go Away"      | Salvat pel jurat                                          |

### Gala 3 (13 de novembre de 2017)
- Actuació grupal: "I'm Still Standing"
- Artistes convidats:
  - Blas Cantó ("In Your Bed")
  - India Martínez ("Aguasanta")
- Jutge convidada: Julia Gómez Cora

| Concursant               | Ordre                    | Cançó                    | Resultat                                                  |
| Actuacions dels nominats | Actuacions dels nominats | Actuacions dels nominats | Actuacions dels nominats                                  |
| ------------------------ | ------------------------ | ------------------------ | --------------------------------------------------------- |
| Juan Antonio             | 1                        | "A Puro Dolor"           | Expulsada                                                 |
| Roi                      | 2                        | "When We Were Young"     | Salvat pel vot del públic; salvat pel jurat               |
| Actuacions habituals     |                          |                          |                                                           |
| Mireya                   | 3                        | "La quiero a morir"      | Salvada pel jurat                                         |
| Raoul                    | 3                        | "La quiero a morir"      | Salvat pel jurat                                          |
| Aitana                   | 4                        | "Issues"                 | Salvada pel jurat                                         |
| Agoney                   | 5                        | "Mientes"                | Salvat pel jurat                                          |
| Ricky                    | 5                        | "Mientes"                | Salvat pel jurat                                          |
| Nerea                    | 6                        | "Cuídate"                | Nominada pel jurat; salvada pels professors de l'acadèmia |
| Ana Guerra               | 6                        | "Cuídate"                | Salvada pel jurat                                         |
| Thalía                   | 7                        | "Euphoria"               | Nominada pel jurat; nominada                              |
| Miriam                   | 7                        | "Euphoria"               | Salvada pel jurat                                         |
| Marina                   | 8                        | "Complicidad"            | Nominada pel jurat; salvada pels companys                 |
| Cepeda                   | 8                        | "Complicidad"            | Nominat pel jurat; nominat                                |
| Amaia                    | 9                        | "City of Stars"          | Preferida de l'audiència                                  |
| Alfred                   | 9                        | "City of Stars"          | Salvat pel jurat                                          |

### Gala 4 (20 de novembre de 2017)
- Actuació grupal: "Eres tú"
- Artistes convidats:
  - Ruth Lorenzo ("Good Girls Don't Lie")
  - Maldita Nerea ("Cuando todas las historias se acaban") (amb Ana Guerra)
- Jutge convidat: Alejandro Parreño

| Concursant               | Ordre                    | Cançó                             | Resultat                                                  |
| Actuacions dels nominats | Actuacions dels nominats | Actuacions dels nominats          | Actuacions dels nominats                                  |
| ------------------------ | ------------------------ | --------------------------------- | --------------------------------------------------------- |
| Cepeda                   | 1                        | "Dancing On My Own"               | Salvat pel vot del públic; salvat pel jurat               |
| Thalía                   | 2                        | "Cenizas"                         | Expulsada                                                 |
| Actuacions habituals     |                          |                                   |                                                           |
| Aitana                   | 3                        | "Con las ganas"                   | Salvada pel jurat                                         |
| Amaia                    | 3                        | "Con las ganas"                   | Salvada pel jurat                                         |
| Agoney                   | 4                        | "Symphony"                        | Salvat pel jurat                                          |
| Nerea                    | 4                        | "Symphony"                        | Salvada pel jurat                                         |
| Miriam                   | 5                        | "La media vuelta"                 | Nominada pel jurat; salvada pels professors de l'acadèmia |
| Raoul                    | 6                        | "Dancing in the Moonlight"        | Salvat pel jurat                                          |
| Marina                   | 6                        | "Dancing in the Moonlight"        | Nominada pel jurat; nominada                              |
| Ricky                    | 7                        | "Madre Tierra"                    | Nominat pel jurat; salvat pels companys                   |
| Mireya                   | 7                        | "Madre Tierra"                    | Nominada pel jurat; nominada                              |
| Roi                      | 8                        | "There's Nothing Holdin' Me Back" | Salvat pel jurat                                          |
| Ana Guerra               | 8                        | "There's Nothing Holdin' Me Back" | Salvada pel jurat                                         |
| Alfred                   | 9                        | "Amar pelos dois"                 | Preferit de l'audiència                                   |

### Gala 5 (27 de novembre de 2017)
- Actuació grupal: "La revolución sexual"
- Artistes convidats:
  - Romeo Santos ("Imitadora")
  - Beatriz Luengo ("Más que suerte") (amb Agoney)
- Jutge convidat: Tony Aguilar

| Concursant               | Ordre                    | Cançó                            | Resultat                                                |
| Actuacions dels nominats | Actuacions dels nominats | Actuacions dels nominats         | Actuacions dels nominats                                |
| ------------------------ | ------------------------ | -------------------------------- | ------------------------------------------------------- |
| Marina                   | 1                        | "The Voice Within"               | Expulsada                                               |
| Mireya                   | 2                        | "Cuando nadie me ve"             | Salvada pel vot del públic; salvada pel jurat           |
| Actuacions habituals     |                          |                                  |                                                         |
| Alfred                   | 3                        | "El mismo sol"                   | Preferit de l'audiència                                 |
| Aitana                   | 3                        | "El mismo sol"                   | Salvada pel jurat                                       |
| Miriam                   | 4                        | "Estoy hecho de pedacitos de ti" | Nominada pel jurat; salvada pels companys               |
| Cepeda                   | 4                        | "Estoy hecho de pedacitos de ti" | Nominat pel jurat; nominat                              |
| Agoney                   | 5                        | "Rise like a Phoenix"            | Nominat pel jurat; salvat pels professors de l'acadèmia |
| Nerea                    | 6                        | "(I've Had) The Time of My Life" | Salvada pel jurat                                       |
| Ricky                    | 6                        | "(I've Had) The Time of My Life" | Nominat pel jurat; nominat                              |
| Ana Guerra               | 7                        | "La Bikina"                      | Salvada pel jurat                                       |
| Amaia                    | 8                        | "Shape of You"                   | Salvada pel jurat                                       |
| Roi                      | 8                        | "Shape of You"                   | Salvat pel jurat                                        |
| Raoul                    | 9                        | "Million Reasons"                | Salvat pel jurat                                        |

### Gala 6 (4 de desembre de 2017)
- Actuació grupal: "Ain't No Mountain High Enough"
- Artistes convidats:
  - Taburete ("Sirenas")
  - Pastora Soler ("La tormenta")
- Jutge convidat: David Bustamante

| Concursant               | Ordre                    | Cançó                    | Resultat                                                |
| Actuacions dels nominats | Actuacions dels nominats | Actuacions dels nominats | Actuacions dels nominats                                |
| ------------------------ | ------------------------ | ------------------------ | ------------------------------------------------------- |
| Ricky                    | 1                        | "Let Me Entertain You"   | Expulsat                                                |
| Cepeda                   | 2                        | "Quién"                  | Salvat pel vot del públic; nominat pel jurat; nominat   |
| Actuacions habituals     |                          |                          |                                                         |
| Aitana                   | 3                        | "Let Me Love You"        | Salvada pel jurat                                       |
| Raoul                    | 3                        | "Let Me Love You"        | Salvat pel jurat                                        |
| Nerea                    | 4                        | "Quédate conmigo"        | Salvada pel jurat                                       |
| Alfred                   | 5                        | "The Lady Is a Tramp"    | Salvat pel jurat                                        |
| Agoney                   | 5                        | "The Lady Is a Tramp"    | Salvat pel jurat                                        |
| Miriam                   | 6                        | "Que te quería"          | Nominada pel jurat; salvada pels companys               |
| Ana Guerra               | 7                        | "Comiéndote a besos"     | Salvada pel jurat                                       |
| Mireya                   | 7                        | "Comiéndote a besos"     | Nominada pel jurat; nominada                            |
| Roi                      | 8                        | "La llamada"             | Nominat pel jurat; salvat pels professors de l'acadèmia |
| Amaia                    | 9                        | "So What"                | Preferida de l'audiència                                |

### Gala 7 (11 de desembre de 2017)
- Actuació grupal: "¿A quién le importa?"
- Artistes convidades:
  - Lorena Gómez ("Vulnerable a ti")
  - Vanesa Martín ("Habito de ti")
- Jutge convidada: Sole Giménez

| Concursant               | Ordre                    | Cançó                    | Resultat                                                |
| Actuacions dels nominats | Actuacions dels nominats | Actuacions dels nominats | Actuacions dels nominats                                |
| ------------------------ | ------------------------ | ------------------------ | ------------------------------------------------------- |
| Cepeda                   | 1                        | "Mi héroe"               | Salvat pel vot del públic; nominat pel jurat; nominat   |
| Mireya                   | 2                        | "Ni un paso atrás"       | Expulsada                                               |
| Actuacions habituals     |                          |                          |                                                         |
| Ana Guerra               | 3                        | "Lágrimas negras"        | Nominada pel jurat; salvada pels companys               |
| Roi                      | 4                        | "OK"                     | Preferit de l'audiència                                 |
| Nerea                    | 5                        | "Cómo hablar"            | Salvada pel jurat                                       |
| Miriam                   | 5                        | "Cómo hablar"            | Salvada pel jurat                                       |
| Aitana                   | 6                        | "New Rules"              | Salvada pel jurat                                       |
| Amaia                    | 7                        | "Across the Universe"    | Salvada pel jurat                                       |
| Agoney                   | 8                        | "Manos vacías"           | Salvat pel jurat                                        |
| Raoul                    | 8                        | "Manos vacías"           | Nominat pel jurat; nominat                              |
| Alfred                   | 9                        | "Rock with You"          | Nominat pel jurat; salvat pels professors de l'acadèmia |

### Gala 8 (18 de desembre de 2017)
- Actuació grupal: "Shake It Off"
- Artistes convidats:
  - Sergio Dalma ("Este amor no se toca")
  - La Oreja de Van Gogh ("Estoy contigo")
- Jutge convidat: Javier Llano

| Concursant               | Ordre                    | Cançó                                        | Resultat                                                |
| Actuacions dels nominats | Actuacions dels nominats | Actuacions dels nominats                     | Actuacions dels nominats                                |
| ------------------------ | ------------------------ | -------------------------------------------- | ------------------------------------------------------- |
| Cepeda                   | 1                        | "Vencer al amor"                             | Salvat pel vot del públic; nominat pel jurat; nominat   |
| Raoul                    | 2                        | "Every Breath You Take"                      | Expulsat                                                |
| Actuacions habituals     |                          |                                              |                                                         |
| Ana Guerra               | 3                        | "Sax"                                        | Preferida de l'audiència                                |
| Alfred                   | 4                        | "Vete de mí"                                 | Nominat pel jurat; salvat pels companys                 |
| Aitana                   | 5                        | "Chasing Pavements"                          | Salvada pel jurat                                       |
| Nerea                    | 6                        | "Superstar"                                  | Salvada pel jurat                                       |
| Amaia                    | 7                        | "Me conformo"                                | Salvada pel jurat                                       |
| Miriam                   | 8                        | "I Wanna Dance with Somebody (Who Loves Me)" | Salvada pel jurat                                       |
| Agoney                   | 9                        | "Je suis venu te dire que je m'en vais"      | Nominat pel jurat; salvat pels professors de l'acadèmia |
| Roi                      | 10                       | "Versace on the Floor"                       | Nominat pel jurat; nominat                              |

### Gala 9 (2 de gener de 2018)
- Actuació grupal: "Hoy puede ser un gran día"
- Artista convidat: Carlos Baute ("Vamo' a la calle")
- Jutge convidat: Wally López

| Concursant               | Ordre                    | Cançó                         | Resultat                                                 |
| Actuacions dels nominats | Actuacions dels nominats | Actuacions dels nominats      | Actuacions dels nominats                                 |
| ------------------------ | ------------------------ | ----------------------------- | -------------------------------------------------------- |
| Roi                      | 1                        | "When I Was Your Man"         | Salvat pel vot del públic; salvat pel jurat              |
| Cepeda                   | 2                        | "Say You Won't Let Go"        | Expulsat                                                 |
| Actuacions habituals     |                          |                               |                                                          |
| Aitana                   | 3                        | "¡Chas! y aparezco a tu lado" | Preferida de l'audiència                                 |
| Agoney                   | 4                        | "Without You"                 | Nominat pel jurat; nominat                               |
| Alfred                   | 5                        | "Insurrección"                | Nominat pel jurat; salvat pels companys                  |
| Nerea                    | 6                        | "Out Here on My Own"          | Nominada pel jurat; nominada                             |
| Miriam                   | 7                        | "Dramas y comedias"           | Nominat pel jurat; salvada pels professors de l'acadèmia |
| Amaia                    | 8                        | "Shake It Out"                | Salvada pel jurat                                        |
| Ana Guerra               | 9                        | "Cabaret"                     | Salvada pel jurat                                        |

### Gala 10 (8 de gener de 2018)
Des d'aquesta setmana, la votació del preferit o preferida de l'audiència es mantenia per a la Gala Final i cap concursant podia ser nominat o nominada.
- Actuació grupal: "Resistiré"
- Artista convidat: Pablo López ("El patio")
- Jutge convidat: Carlos Jean

| Concursant               | Ordre                    | Cançó individual         | Ordre                    | Cançó en trio            | Resultat                                                |
| Actuacions dels nominats | Actuacions dels nominats | Actuacions dels nominats | Actuacions dels nominats | Actuacions dels nominats | Actuacions dels nominats                                |
| ------------------------ | ------------------------ | ------------------------ | ------------------------ | ------------------------ | ------------------------------------------------------- |
| Agoney                   | 1                        | "Somebody to Love"       | Ja nominat               | Ja nominat               | Salvat pel vot del públic; salvat pel jurat             |
| Nerea                    | 2                        | "Listen"                 | Ja nominada              | Ja nominada              | Expulsada                                               |
| Regular performances     |                          |                          |                          |                          |                                                         |
| Aitana                   | 4                        | "Cheap Thrills"          | 7                        | "Solo si es contigo"     | Nominada pel jurat; salvada pels companys               |
| Ana Guerra               | 5                        | "La negra tiene tumbao"  | 7                        | "Solo si es contigo"     | Nominada pel jurat; nominada                            |
| Alfred                   | 10                       | "Get It Together"        | 7                        | "Solo si es contigo"     | Nominat pel jurat; salvat pels professors de l'acadèmia |
| Roi                      | 6                        | "Demons"                 | 3                        | "Robarte un beso"        | Nominat pel jurat; nominat                              |
| Miriam                   | 8                        | "Quisiera ser"           | 3                        | "Robarte un beso"        | Salvada pel jurat                                       |
| Amaia                    | 9                        | "Soñar contigo"          | 3                        | "Robarte un beso"        | Salvada pel jurat                                       |

### Gala 11 (15 de gener de 2018)
Aquesta gala va determinar els primers quatre finalistes de l'edició. Cadascun dels quatre membres del jurat van donar notes del 5 al 10 als concursants. Es van salvar els tres concursants amb la puntuació més alta. Els professors de l'acadèmia van salvar un quart concursant. Els concursants restants van quedar nominats.
- Actuació grupal: "País Tropical"
- Artista convidat: Abraham Mateo ("Loco Enamorado")
- Jutge convidada: Julia Gómez Cora

| Concursant               | Ordre                    | Cançó individual         | Ordre                    | Cançó en trio / duo      | Resultat                                         |
| Actuacions dels nominats | Actuacions dels nominats | Actuacions dels nominats | Actuacions dels nominats | Actuacions dels nominats | Actuacions dels nominats                         |
| ------------------------ | ------------------------ | ------------------------ | ------------------------ | ------------------------ | ------------------------------------------------ |
| Ana Guerra               | 1                        | "Por debajo de la mesa"  | Ja nominada              | Ja nominada              | Salvada pel vot del públic; nominada             |
| Roi                      | 2                        | "Heaven"                 | Ja nominat               | Ja nominat               | Expulsat                                         |
| Regular performances     |                          |                          |                          |                          |                                                  |
| Alfred                   | 4                        | "Sign of the Times"      | 6                        | "Cuando duermes"         | Salvat pel jurat; finalista                      |
| Miriam                   | 8                        | "What About Us"          | 6                        | "Cuando duermes"         | Salvada pel jurat; finalista                     |
| Aitana                   | 5                        | "Procuro olvidarte"      | 3                        | "Lucha de gigantes"      | Salvada pels professors de l'acadèmia; finalista |
| Agoney                   | 7                        | "Eloise"                 | 3                        | "Lucha de gigantes"      | Nominat                                          |
| Amaia                    | 9                        | "Love on the Brain"      | 3                        | "Lucha de gigantes"      | Salvada pel jurat; finalista                     |

| Notes detallades del jurat | Notes detallades del jurat | Notes detallades del jurat | Notes detallades del jurat | Notes detallades del jurat | Notes detallades del jurat |
| Concursant                 | M. Martos                  | M. Naranjo                 | J. Pérez-Orive             | J. Gómez Cora              | Total                      |
| -------------------------- | -------------------------- | -------------------------- | -------------------------- | -------------------------- | -------------------------- |
| Ana Guerra                 | 8                          | 7                          | 8                          | 6                          | 29                         |
| Alfred                     | 9                          | 8                          | 10                         | 8                          | 35                         |
| Miriam                     | 8                          | 9                          | 10                         | 9                          | 36                         |
| Aitana                     | 9                          | 8                          | 8                          | 9                          | 34                         |
| Agoney                     | 8                          | 9                          | 7                          | 9                          | 33                         |
| Amaia                      | 10                         | 10                         | 10                         | 10                         | 40                         |

### Gala 12 (22 de gener de 2018)
- Actuació grupal: "Cuéntame"
- Artistes convidats:
  - Rozalén ("La puerta violeta")
  - Sebastián Yatra ("Sutra")
- Jutge convidat: Javier Llano

| Concursant               | Ordre                    | Cançó individual         | Ordre                    | Cançó en duo             | Resultat                              |
| Actuacions dels nominats | Actuacions dels nominats | Actuacions dels nominats | Actuacions dels nominats | Actuacions dels nominats | Actuacions dels nominats              |
| ------------------------ | ------------------------ | ------------------------ | ------------------------ | ------------------------ | ------------------------------------- |
| Ana Guerra               | 1                        | "Havana"                 | Ja nominada              | Ja nominada              | Salvada pel vot del públic; finalista |
| Agoney                   | 2                        | "Where Have You Been"    | Ja nominat               | Ja nominat               | Expulsat                              |
| Actuacions habituals     |                          |                          |                          |                          |                                       |
| Alfred                   | 3                        | "Maldita dulzura"        | 8                        | "Todo mi amor eres tú"   | Ja classificats                       |
| Amaia                    | 6                        | "Te recuerdo Amanda"     | 8                        | "Todo mi amor eres tú"   | Ja classificats                       |
| Miriam                   | 5                        | "Recuérdame"             | 4                        | "Valerie"                | Ja classificats                       |
| Aitana                   | 7                        | "Instruction"            | 4                        | "Valerie"                | Ja classificats                       |

### Gala Final (5 de febrer de 2018)
A la Gala Final, el guanyador de l'edició es va decidir mitjançant el vot del públic. Cada finalista va interpretar una cançó famosa que va escollir ell mateix i, després, va acabar la primera ronda de votacions. Els dos finalistes amb menys vots van ser eliminats. La segona ronda de votacions va determinar la guanyadora de l'edició i els finalistes restants van interpretar la cançó que van cantar a la Gala 0.
- Actuacions grupals:
  - "Mi gran noche" (amb Raphael)
  - "Camina" (els 16 concursants)
- Artistes convidats:
  - Raphael ("Mi gran noche")
  - Pablo Alborán ("Prometo")
  - David Bisbal ("Mi princesa")
- Jutge convidada: Rosa López

| Concursant | Ordre | Cançó Gala Final       | Ordre                   | Cançó Gala 0            | Resultat      |
| ---------- | ----- | ---------------------- | ----------------------- | ----------------------- | ------------- |
| Alfred     | 1     | "Don't Stop the Music" | Nominat (ja eliminat)   | Nominat (ja eliminat)   | 4t Lloc       |
| Ana Guerra | 2     | "Volver"               | Nominada (ja eliminada) | Nominada (ja eliminada) | 5è Lloc       |
| Aitana     | 3     | "Chandelier"           | 6                       | "Bang Bang"             | Subguanyadora |
| Amaia      | 4     | "Miedo"                | 7                       | "Starman"               | Guanyadora    |
| Miriam     | 5     | "Invisible"            | 8                       | "No te pude retener"    | 3è Lloc       |

## Especials

### Gala de Nadal (25 de desembre de 2017)
El 25 de desembre de 2017 es va emetre una Gala Especial de Nadal a La 1, on els 16 concursants oficials de la novena edició d'Operación Triunfo van actuar conjuntament amb alguns concursants de la primera edició del programa.
- Actuacions grupals:
  - "Mi música es tu voz"
  - "Camina"

| Concursant   | Ordre | Company/a de la primera edició d'OT | Cançó                             |
| ------------ | ----- | ----------------------------------- | --------------------------------- |
| Ana Guerra   | 1     | Gisela Verónica Romero              | "Lady Marmalade"                  |
| Mimi         | 1     | Gisela Verónica Romero              | "Lady Marmalade"                  |
| Alfred       | 2     | Naím Thomas                         | "Adoro"                           |
| Aitana       | 3     | Natalia                             | "Walking on Sunshine"             |
| Nerea        | 4     | Àlex Casademunt                     | "Vivo por ella"                   |
| Raoul        | 5     | Alejandro Parreño                   | "Don't Let the Sun Go Down on Me" |
| Cepeda       | 6     | Manu Tenorio                        | "Lucía"                           |
| Agoney       | 7     | Gisela                              | "Somebody Else's Guy"             |
| Juan Antonio | 8     | Àlex Casademunt Javián              | "Corazón espinado"                |
| Ricky        | 8     | Àlex Casademunt Javián              | "Corazón espinado"                |
| Mireya       | 9     | Nuria Fergó                         | "Noches de bohemia"               |
| Roi          | 10    | Verónica Romero                     | "I Finally Found Someone"         |
| Marina       | 11    | Geno Machado Natalia                | "Déjame soñar"                    |
| Thalía       | 11    | Geno Machado Natalia                | "Déjame soñar"                    |
| Miriam       | 12    | Javián                              | "Te quiero, te quiero"            |
| Amaia        | 13    | Rosa López                          | "Gracias por la música"           |

### Gala Eurovisió (29 de gener de 2018)
Els cinc finalistes van interpretar cançons originals, escrites per compositors i escollides per l'emissora espanyola, amb l'objectiu de representar Espanya al Festival d'Eurovisió 2018. A cada finalista se li va assignar una cançó per a ser interpretada en solitari, i es van adjudicar tres cançons per cantar a duo, que incloïen al 3è classificat de l'edició, Agoney. "Camina" també va ser una de les cançons candidates, però aquesta havia de ser interpretada pels 5 finalistes. El candidat espanyol a Eurovisió es va decidir per votació pública. Després d'una primera ronda de votacions, les tres cançons més votades van avançar a una segona ronda, on ja es va seleccionar la cançó.
- Actuació grupal: 
  - "La, la, la" (Cepeda, Juan Antonio, Mimi, Mireya i Thalía)
  - "Vivo cantando" (Marina, Nerea, Ricky, Raoul i Roi)
- Artistes convidats: 
  - Luísa Sobral ("Cupido")
  - Conchita Wurst ("Rise like a Phoenix")
  - J Balvin ("Machika" i "Mi gente")
- Jutges convidats (juntament amb Manuel Martos): 
  - Víctor Escudero
  - Luísa Sobral
  - Julia Varela

| Concursant                                 | Ordre | Cançó                     | Resultat       | Resultat     |
| Concursant                                 | Ordre | Cançó                     | Primera ronda  | Segona ronda |
| ------------------------------------------ | ----- | ------------------------- | -------------- | ------------ |
| Aitana, Alfred, Amaia, Ana Guerra & Miriam | 1     | "Camina"                  | Eliminada (1%) |              |
| Aitana                                     | 2     | "Arde"                    | Passa          | 2n (31%)     |
| Agoney & Miriam                            | 3     | "Magia"                   | Eliminada (7%) |              |
| Alfred                                     | 4     | "Que nos sigan las luces" | Eliminada (3%) |              |
| Aitana & Ana Guerra                        | 5     | "Lo malo"                 | Passa          | 3r (26%)     |
| Amaia                                      | 6     | "Al cantar"               | Eliminada (4%) |              |
| Miriam                                     | 7     | "Lejos de tu piel"        | Eliminada (8%) |              |
| Ana Guerra                                 | 8     | "El remedio"              | Eliminada (5%) |              |
| Alfred & Amaia                             | 9     | "Tu canción"              | Passa          | 1r (43%)     |

### Gala Especial:OT, la festa (13 de febrer de 2018)
El 13 de febrer de 2018 es va emetre en directe una Gala Especial (OT, la festa) amb les actuacions preferides de l'audiència dels cinc finalistes, tres actuacions de grup i moments inèdits del concurs i dels seus concursants.
| Ordre | Cançó                           | Concursant |
| ----- | ------------------------------- | ---------- |
| 1     | "Camina"                        | Tots       |
| 2     | "Runnin' (Lose It All)"         | Miriam     |
| 2     | "Runnin' (Lose It All)"         | Agoney     |
| 3     | "Issues"                        | Aitana     |
| 4     | "¿A quién le importa?"          | Tots       |
| 5     | "Don't Dream It's Over"         | Alfred     |
| 5     | "Don't Dream It's Over"         | Marina     |
| 6     | "What About Us"                 | Miriam     |
| 7     | "Don't You Worry 'bout a Thing" | Ana Guerra |
| 7     | "Don't You Worry 'bout a Thing" | Mimi       |
| 8     | "Shake It Out"                  | Amaia      |
| 9     | "Lo malo"                       | Aitana     |
| 9     | "Lo malo"                       | Ana Guerra |
| 10    | "Shape of You"                  | Amaia      |
| 10    | "Shape of You"                  | Roi        |
| 11    | "No puedo vivir sin ti"         | Aitana     |
| 11    | "No puedo vivir sin ti"         | Cepeda     |
| 12    | "La revolución sexual"          | Tots       |
| 13    | "Tu canción"                    | Alfred     |
| 13    | "Tu canción"                    | Amaia      |
| 14    | "City of Stars"                 | Alfred     |
| 14    | "City of Stars"                 | Amaia      |

## Gira
Després del final de l'edició, els 16 concursants es van reunir per començar una gira pels estadis d'Espanya amb espectacles en directe. El juny de 2018 es va publicar un DVD + CD del primer concert de la gira a Barcelona.
| 3 de març de 2018      | Barcelona     | Palau Sant Jordi                      | 17,000 |
| 16 de març de 2018     | Madrid        | Palacio Vistalegre                    | 15,000 |
| 29 de maig de 2018     | Las Palmas    | Gran Canaria Arena                    | 6,000  |
| 30 de maig de 2018     | Santa Cruz    | Aparcament Marítim Palmetum           | 4,000  |
| 1 de juny de 2018      | Màlaga        | Auditorio Municipal                   | 12,000 |
| 2 de juny de 2018      | Sevilla       | Estadi Olímpic de La Cartuja          | 20,000 |
| 8 de juny de 2018      | La Corunya    | Coliseum da Coruña                    | 11,000 |
| 9 de juny de 2018      | Valladolid    | Antigua Hípica Militar                | 12,000 |
| 15 de juny de 2018     | València      | Auditorio Marina Sur                  | 18,000 |
| 20 de juny de 2018     | Inca          | Poliesportiu Municipal Mateu Cañellas | 11,000 |
| 23 de juny de 2018     | Pamplona      | Plaza de Toros                        | 17,000 |
| 24 de juny de 2018     | Bilbao        | Bizkaia Arena                         | 14,000 |
| 29 de juny de 2018     | Madrid        | Estadio Santiago Bernabéu             | 60,000 |
| 6 de juny de 2018      | Múrcia        | Estadio Nueva Condomina               | 14,000 |
| 29 de juny de 2018     | Gijón         | Parque de los Hermanos Castro         | 10,000 |
| 4 d'agost de 2018      | Benidorm      | Estadio Municipal Guillermo Amor      | 8,000  |
| 15 d'agost de 2018     | Pineda de Mar | Complejo Deportivo Can Xaubet         | 1,200  |
| 25 d'agost de 2018     | Almería       | Recinto de Conciertos de Verano       | 7,500  |
| 27 de desembre de 2018 | Barcelona     | Palau Sant Jordi                      | 34,000 |
| 28 de desembre de 2018 | Barcelona     | Palau Sant Jordi                      | 34,000 |

## Ràting de visualitzacions
| Gala                          | Data                   | Horari          | Estructura de la Gala | Espectadors (milions) | Share | Rànquing Nocturn | Font   |
| ----------------------------- | ---------------------- | --------------- | --- | --------------------- | ----- | ---------------- | ------ |
| "Gala 0"                      | 23 d'octubre de 2017   | dilluns 22:15 h | Presentació / Entrada dels 16 concursants / Expulsió de Joao i Mario                                                                          | 2.56                  | 19.0% | #1               | [ 44 ] |
| "Gala 1"                      | 30 d'octubre de 2017   | dilluns 22:35 h | Nominació de Ricky i Mimi | 2.05                  | 15.9% | #2               | [ 45 ] |
| "Gala 2"                      | 6 de novembre de 2017  | dilluns 22:35 h | Expulsió de Mimi / Nominació de Juan Antonio i Roi                                                                                            | 1.86                  | 15.5% | #2               | [ 46 ] |
| "Gala 3"                      | 13 de novembre de 2017 | dilluns 22:35 h | Expulsió de Juan Antonio / Nominació de Cepeda i Thalía                                                                                       | 1.94                  | 15.9% | #2               | [ 47 ] |
| "Gala 4"                      | 20 de novembre de 2017 | dilluns 22:35 h | Expulsió de Thalía / Nominació de Marina i Mireya                                                                                             | 2.04                  | 17.2% | #2               | [ 48 ] |
| "Gala 5"                      | 27 de novembre de 2017 | dilluns 22:35 h | Expulsió de Marina / Nominació de Cepeda i Ricky                                                                                              | 2.03                  | 17.6% | #2               | [ 49 ] |
| "Gala 6"                      | 4 de desembre de 2017  | dilluns 22:35 h | Expulsió de Ricky / Nominació de Cepeda i Mireya                                                                                              | 2.14                  | 17.8% | #2               | [ 50 ] |
| "Gala 7"                      | 11 de desembre de 2017 | dilluns 22:35 h | Expulsió de Mireya / Nominació de Cepeda i Raoul                                                                                              | 2.31                  | 18.5% | #2               | [ 51 ] |
| "Gala 8"                      | 18 de desembre de 2017 | dilluns 22:35 h | Expulsió de Raoul / Nominació de Cepeda i Roi                                                                                                 | 2.37                  | 18.8% | #2               | [ 52 ] |
| "Gala de Nadal"               | 25 de desembre de 2017 | dilluns 22:15 h | No hi va haver ni expulsats ni nominats | 2.33                  | 14.7% | #1               | [ 53 ] |
| "Gala 9"                      | 2 de gener de 2018     | dimarts 22:35 h | Expulsió de Cepeda / Nominació d'Agoney i Nerea                                                                                               | 2.57                  | 18.3% | #1               | [ 54 ] |
| "Gala 10"                     | 8 de gener de 2018     | dilluns 22:35 h | Expulsió de Nerea / Nominació de Roi i Ana Guerra                                                                                             | 2.61                  | 19.5% | #1               | [ 55 ] |
| "Gala 11"                     | 15 de gener de 2018    | dilluns 22:35 h | Expulsió de Roi / Nominació de Ana Guerra i Agoney                                                                                            | 2.51                  | 19.5% | #1               | [ 56 ] |
| "Gala 12"                     | 22 de gener de 2018    | dilluns 22:35 h | Expulsió d'Agoney | 2.76                  | 21.7% | #1               | [ 57 ] |
| "Gala Eurovisió"              | 29 de gener de 2018    | dilluns 22:35 h | Surten elegits per representar Espanya en el certamen d'Eurovisió 2018 els concursants Amaia Romero i Alfred García amb la cançó "Tu canción" | 3.09                  | 23.6% | #1               | [ 58 ] |
| "Gala Final"                  | 5 de febrer de 2018    | dilluns 22:35 h | Es proclama guanyadora la concursant Amaia Romero                                                                                             | 3.93                  | 30.8% | #1               | [ 59 ] |
| "Gala Especial: OT, la festa" | 13 de febrer de 2018   | dimarts 22:35 h | Tancament de l'edició amb els millors moments i actuacions de l'acadèmia                                                                      | 2.25                  | 16.7% | #3               | [ 60 ] |

## Discografia
- El 8 de desembre de 2017 va sortir a la venda el primer àlbum recopilatori de l'edició, titulat Operación Triunfo: Lo Mejor (1ª parte). A la seva primera setmana de llançament es va posicionar en el número tres de la llista de vendes espanyola. Després de cinc setmanes, l'àlbum va ser certificat com a disc d'or i, més endavant, com a disc de platí, aconseguint passar a la llista dels discos més venuts d'Espanya el 2017.
- El 26 de desembre de 2017 es va publicar un segon àlbum recopilatori, titulat Operación Triunfo 2017: Duetos. Es tracta d'un disc especial que inclou les cançons de la Gala de Nadal i "Camina".
- Amb motiu del Dia de Sant Valentí, el 2 de febrer de 2018 es va publicar Operación Triunfo 2017: No puedo vivir sin ti, que va entrar directament en el número u de la llista de vendes espanyola. Tres semanas més tard, se certifica com disc d'or.
- El 23 de febrer es publica el quart àlbum recopilatori de l'edició, titulat Operación Triunfo: Lo Mejor (2ª parte) en dues versions: la normal, que inclou 20 temes, i una altra versió en format deluxe, la qual inclou els 20 temes més un altre disc amb els 9 temes candidats al Festival d'Eurovisió 2018 i 16 postals de cada un dels concursants. A la segona setmana de llançament, l'àlbum aconsegueix ser disc d'or.
- El 4 de maig, Universal Music Spain trau dos CD's recopilatoris amb les gales del programa, que també inclouen un pòster.
- El 22 de juny, Universal lanza Operación Triunfo 2017: El Concierto, l'àudio i vídeo del primer concert de la gira del programa.

La venda d'aquests discos juntament amb els treballs en solitari dels concursants els va ajudar a aconseguir múltiples certificacions.

## Firmes de discos
Els concursants van recórrer bona part d'Espanya signant els àlbums recopilatoris de l'edició. Les dates van ser les següents:
| Data                   | Ciutat                    | Cantants                                                          | Públic |
| 9 de desembre de 2017  | Madrid                    | Amaia, Roi, Agoney i Mireya                                       | 3.000  |
| 9 de desembre de 2017  | València                  | Aitana, Ana Guerra, Miriam                                        | 2.500  |
| 9 de desembre de 2017  | Barcelona                 | Cepeda, Alfred, Nerea i Raoul                                     | 2.500  |
| 27 de desembre de 2017 | Sevilla                   | Mimi, Ricky, Mireya, Raoul i Marina                               | 2.000  |
| 28 de desembre de 2017 | Madrid                    | Raoul, Ricky, Thalía, Marina i Juan Antonio                       | 3.000  |
| 13 de gener de 2018    | Saragossa                 | Mimi, Juan Antonio, Thalía, Marina, Ricky, Mireya, Raoul i Cepeda | 3.500  |
| 20 de gener de 2018    | Màlaga                    | Mireya, Ricky, Raoul i Cepeda                                     | 4.500  |
| 20 de gener de 2018    | Còrdova                   | Roi, Marina i Thalía                                              | 3.000  |
| 20 de gener de 2018    | Granada                   | Nerea, Mimi i Juan Antonio                                        | 1.500  |
| 27 de gener de 2018    | Múrcia                    | Mimi, Thalía, Raoul i Cepeda                                      | 6.000  |
| 27 de gener de 2018    | La Corunya                | Roi, Nerea i Juan Antonio                                         | 5.000  |
| 27 de gener de 2018    | Algesires                 | Mireya, Ricky i Marina                                            | 1.500  |
| 2 de febrer de 2018    | Salamanca                 | Roi, Mireya, Thalía i Marina                                      | 3.500  |
| 2 de febrer de 2018    | Lleó                      | Cepeda, Nerea i Ricky                                             | 3.500  |
| 2 de febrer de 2018    | Santander                 | Juan Antonio, Mimi, Agoney i Raoul                                | 1.500  |
| 3 de febrer de 2018    | Valladolid                | Roi, Mireya, Thalía i Marina                                      | 5.000  |
| 3 de febrer de 2018    | Oviedo                    | Cepeda, Nerea i Ricky                                             | 3.000  |
| 3 de febrer de 2018    | Sant Sebastià             | Juan Antonio, Mimi, Agoney i Raoul                                | 4.000  |
| 23 de febrer de 2018   | Tenerife                  | Agoney i Raoul                                                    | 500    |
| 23 de febrer de 2018   | Càceres                   | Ricky, Cepeda i Thalía                                            | 1.500  |
| 23 de febrer de 2018   | Alacant                   | Nerea, Roi i Mireya                                               | 5.000  |
| 24 de febrer de 2018   | Gran Canària              | Agoney i Raoul                                                    | 1.000  |
| 24 de febrer de 2018   | Badajoz                   | Ricky, Cepeda i Thalía                                            | 1.000  |
| 24 de febrer de 2018   | Albacete                  | Nerea i Roi                                                       | 2.500  |
| 9 de març de 2018      | Santiago de Compostela·la | Roi i Cepeda                                                      | 3.000  |
| 9 de març de 2018      | Pamplona                  | Amaia                                                             | 3.500  |
| 9 de març de 2018      | Barcelona                 | Alfred                                                            | 3.000  |
| 10 de març de 2018     | Ourense                   | Roi i Cepeda                                                      | 3.000  |
| 10 de març de 2018     | Madrid                    | Amaia i Alfred                                                    | 4.000  |
| 17 de març de 2018     | Tenerife                  | Ana Guerra                                                        | 1.000  |
| 17 de març de 2018     | Barcelona                 | Aitana                                                            | 3.000  |
| 17 de març de 2018     | Madrid                    | Miriam                                                            | 500    |
| 18 de març de 2018     | Gran Canària              | Ana Guerra                                                        | 600    |
| 18 de març de 2018     | Madrid                    | Aitana                                                            | 3.500  |
| 20 de març de 2018     | Sevilla                   | Ana Guerra                                                        | 800    |
| 20 de març de 2018     | Zaragoza                  | Aitana                                                            | 2.000  |
| 20 de març de 2018     | Ferrol                    | Miriam                                                            | 1.000  |
| 21 de març de 2018     | Madrid                    | Ana Guerra                                                        | 2.000  |
| 21 de març de 2018     | València                  | Aitana                                                            | 2.000  |
| 21 de març de 2018     | Galícia                   | Miriam                                                            | 1.000  |
| 22 de març de 2018     | Màlaga                    | Ana Guerra                                                        | 1.200  |
| 22 de març de 2018     | Múrcia                    | Aitana                                                            | 3.000  |
| 22 de març de 2018     | Vigo                      | Miriam                                                            | 1.000  |
| 12 d'abril de 2018     | València                  | Ana Guerra                                                        | 1.000  |
| 12 d'abril de 2018     | Sevilla                   | Miriam                                                            | 200    |
| 13 d'abril de 2018     | Saragossa                 | Ana Guerra                                                        | 1.200  |
| 13 d'abril de 2018     | Màlaga                    | Miriam                                                            | 300    |
| 14 d'abril de 2018     | Barcelona                 | Ana Guerra                                                        | 1.500  |